# Estação Boulevard Puerto Aéreo
A Estação Boulevard Puerto Aéreo é uma das estações do Metrô da Cidade do México, situada na Cidade do México, entre a Estação Gómez Farías e a Estação Balbuena. Administrada pelo Sistema de Transporte Colectivo, faz parte da Linha 1.
Foi inaugurada em 4 de setembro de 1969. Localiza-se no cruzamento da Estrada Ignacio Zaragoza com o Boulevard Puerto Aéreo. Atende os bairros Aviación Civil, Valentín Gómez Farías e Moctezuma, situados na demarcação territorial de Venustiano Carranza. A estação registrou um movimento de 9.663.402 passageiros em 2016.